# Municipio de Logan (condado de Sioux)
El municipio de Logan (en inglés: Logan Township) es un municipio ubicado en el condado de Sioux en el estado estadounidense de Iowa. En el año 2010 tenía una población de 784 habitantes y una densidad poblacional de 14,53 personas por km².

## Geografía
El municipio de Logan se encuentra ubicado en las coordenadas 42°56′41″N 96°28′55″O / 42.94472, -96.48194. Según la Oficina del Censo de los Estados Unidos, el municipio tiene una superficie total de 53.94 km², de la cual 53,35 km² corresponden a tierra firme y (1,1 %) 0,59 km² es agua.

## Demografía
Según el censo de 2010, había 784 personas residiendo en el municipio de Logan. La densidad de población era de 14,53 hab./km². De los 784 habitantes, el municipio de Logan estaba compuesto por el 86,22 % blancos, el 0,64 % eran afroamericanos, el 1,53 % eran amerindios, el 0,51 % eran asiáticos, el 10,46 % eran de otras razas y el 0,64 % eran de una mezcla de razas. Del total de la población el 22,07 % eran hispanos o latinos de cualquier raza.